# Ђованино Гуарески
Ђованино Оливијеро Ђузепе Гуарески (1. мај 1908 - 22. јул 1968) је био италијански новинар, карикатуриста и хумориста чија је најпознатија креација свештеник Дон Камило.

## Живот
Ђованино Гуарески је рођен у породици средње класе у "Fontanelle di Roccabianca", провинција Парма, 1908. године. Увек се шалио на рачун чињенице да је он, велики човек, крштен Ђованино, што значи „мали Џон” или „Џони”.
Године 1926. његова породица је банкротирала и он није могао да настави студије на универзитету у Парми. Након што је радио на разним мањим пословима, почео је да пише за локалне новине, "Gazzetta di Parma". Године 1929. постао је уредник сатиричног часописа "Corriere Emiliano", а од 1936. до 1943. био је главни уредник сличног часописа "Bertoldo".
Његове најпознатије комичне креације су његове кратке приче, започете касних 1940-их, о ривалству између Дон Камила, тврдоглавог италијанског свештеника, и једнако усијаног Пепонеа, комунистичког градоначелника села у долини реке По у „Малом свету“. " Ове приче су драматизоване на радију, телевизији и у филмовима, посебно у серији филмова у којима је Фернандел глумио Дон Камила.
До 1956. Гуарескијево здравље се погоршало и он је почео да проводи време у Швајцарској на лечењу. Године 1957. отишао је у пензију као уредник Цандида, али је остао сарадник.
Умро је у Червији 1968. од срчаног удара, у 60. години.

## Објављени енглески преводи
- Мали свет Дон Камила (1950)
- Дон Камило и његово стадо (у САД); Дон Камило и блудни син (у УК) (1952)
- Кућа коју је Нино изградио (1953)
- Дон Камилова дилема (1954)
- Дон Камило узима ђавола за реп (у САД); Дон Камило и ђаво (у УК) (1957)
- Мој тајни дневник (1958)
- Друг Дон Камило (1964)
- Мој дом, слатки доме (1966)
- Муж у интернату (1967)
- Данкан и Клотилда: Екстраваганца са дугом дигресијом (1968)
- Дон Камило упознаје децу цвећа (у САД); Дон Камило упознаје паклене анђеле (у УК) (1969)
- Породица Гуарески: Хронике прошлости и садашњости (1970)

Пилот продукција је одобрила комплетно издање прича о Дон Камилу на енглеском језику.
Породица Гуарески је тек након 1980. открила да су оригинални издавачи на енглеском језику направили неовлашћене резове у причама о Дон Камилу и објавили само 132 од 347 оригиналних италијанских прича. Након приступа Пирса Даџана из Пилот продукције, породица га је овластила да објави неисечене преводе на енглески свих оригиналних 347 прича. Ауторско право припада породици, а до сада објављене књиге су:
1. Бр. 1: Потпуни мали свет Дон Камила[4]  978-1900064071
2. Бр. 2: Дон Камило и његово стадо[5]  978-1900064187
3. Бр. 3: Дон Камило и Пепоне  978-1900064262
4. Бр. 4: Друг Дон Камило  978-1900064330
5. Бр. 5: Дон Камило и компанија[6]  978-1900064408
6. Бр. 6: Дон Камилова дилема[7]  978-1900064477
7. Бр. 7: Дон Камило узима ђавола за реп[8]  978-1900064514
8. Бр. 8: Дон Камило и Дон Чичи[9]  978-1900064569

## Филмографија
Бес, 1963. кодиректор са Пјер Паолом Пазолинијем.

## Филмографија о Дон Камилу
- Мали свет Дон Камила - Дон Камило (1952)
- Повратак Дон Камила (1953)
- Дон Камилова последња рунда - Дон Камило и часни Пепоне (1955)
- "Don Camillo: Monsignor - Don Camillo Monsignore... ma non troppo!" (1961)
- Дон Камило у Москви - Друг Дон Камило (1965)
- Дон Камило и данашња омладина - Дон Камило и данашњи млади (1970), недовршени пројекат
- Дон Камило и данашња омладина (1972)
- Свет Дона Камила - Дон Камило (1983), прерада Теренса Хила и Колина Блејклија